# Amygdalodon
Amygdalodon („zub ve tvaru mandle“) je pochybný rod bazálního (vývojově primitivního) sauropodního dinosaura, který žil v období spodní až střední jury (geologický věk toark až bajok, asi před 180 až 172 miliony let) na území dnešní argentinské Patagonie.

## Historie
Fosilie tohoto sauropoda v podobě zubů a několika kostních fragmentů byly objeveny roku 1936 v sedimentech souvrství Cerro Carnerero na území provincie Chubut. V roce 1947 na jejich základě popsal typový druh Amygdalodon patagonicus paleontolog A. Cabrera. Dnes je tento druh považován za pochybné vědecké jméno (nomen dubium), protože dosud objevený fosilní materiál není dostatečně diagnostický.

## Rozměry
Podle většiny odhadů byl amygdalodon malým až středně velkým sauropodem, jehož délka dosahovala zhruba 12 metrů, výška hřbetu necelé 4 metry a hmotnost kolem 5 tun. Jiné odhady velikosti tohoto sauropoda jsou vyšší, některé udávají hmotnost až 24 tun, což je nejspíš značně přehnané.

## Taxonomie
Novější studie označují tohoto sauropoda za vývojově primitivního zástupce této skupiny, pravděpodobně nespadajícího do kladu Eusauropoda. Mohlo se jednat o sesterský taxon k rodu Isanosaurus. Mezi blízké příbuzné amygdalodona patřily také rody Patagosaurus, Cetiosaurus a Haplocanthosaurus.